# Groot Brakrivier
Groot Brakrivier (Engels: Great Brak River) is een dorp met 11.000 inwoners, aan de kust in de regio West-Kaap in Zuid-Afrika, in de buurt van Mosselbaai. Het dorp is in 1859 gesticht. De gelijknamige rivier ontspringt in de Outeniekwaberge en ontspringt al na 20 kilometer bij het dorp in de Indische Oceaan. Omdat de getijden invloed hebben op de rivier is het water van de rivier in de benedenloop brak.

## Subplaatsen
Het nationaal instituut voor de statistiek, Stats SA, deelt sinds de census 2011 deze hoofdplaats in in 10 zogenaamde subplaatsen (sub place), waarvan de grootste zijn:
Greenhaven • Wolwedans.